# Semiothisa streniata
Semiothisa streniata là một loài bướm đêm trong họ Geometridae.